# 岩棲椒雀鯛
岩棲椒雀鯛（学名：Plectroglyphidodon sindonis），又名岩棲眶鋸雀鯛，为條鰭魚綱鱸形目雀鯛科椒雀鯛屬的其中一種，分布於中太平洋東部的夏威夷群島，深度0至3公尺，本魚體呈卵圓形且側扁，體色為深棕色，體側具有2條白色橫帶，體被圓鱗，背鰭硬棘12枚、背鰭軟條19-20枚、臀鰭硬棘2枚、臀鰭軟條15-16枚，體長可達10公分，棲息在水淺的岩岸湧浪區，屬雜食性，以藻類、小型無脊椎動物為食，繁殖期時成對出現，雄魚會守護魚卵，可作為觀賞魚。